# Тейлор, Джон Фредерик
Джон Фредерик Тейлор (англ. John Frederick 'Frank' Taylor, 7 декабря 1920 — 19 июля 2002) — известный спортивный журналист, писатель, сценарист, Президент Международной ассоциации спортивной прессы (АИПС) c 1973 по 1977 и 1981—1993 гг., а также основатель (1977 г.) и Президент Европейского союза спортивной прессы (УЕПС).

## Биография
Фрэнк Тейлор 16 лет (с 1973 по 1977 и с 1981 по 1993 гг.) был Президентом Международной ассоциации спортивной прессы (АИПС). Как писатель известен знаменитой «The Day a Team Dead» (1960) о гибели в результате авиакатастрофы игроков команды «Манчестер Юнайтед» 6 февраля 1958 года, в самолёте с которыми он также находился.

## Награды и премии
Награждён орденом Британской империи (1978).
Награждён Медалью Серебряного юбилея королевы Елизаветы II.
Приз лучшему спортсмену и спортсменке года в Европе с 2003 года получил название Приза Фрэнка Тейлора в память о президенте АИПС и основателе и президенте УЕПС.